# Ковач
Вижте пояснителната страница за други значения на Ковач.
Ковачът е занаятчия, занимаващ се с обработка на метали. Изработката на метални изделия е важно достижение в човешката цивилизация и служи за периодизиране на историята, като се различават медно-каменна, бронзова и желязна епоха. Професията на ковача добива особена значимост, когато започва употребата на желязо. Изключителната роля, която изиграва професията „ковач“, намира отражение в пантеона и митовете на повечето народи.
С настъпването на индустриализацията и възможностите на промишлеността да задоволява тези потребности, ковачите се занимават предимно с ръчно художествено коване и изработване и ремонт на селскостопански сечива и инструменти.
Освен да коват металите и да ги обработват с нагряване и охлаждане, с което да се осъществява процесът закаляване, могат да отливат метали във форми, като изработват по този начин заготовки, да щамповат, изтеглят и др. Главен материал за работа на ковача са металите: желязо, чугун, стомана, а също така бронз, мед, благородни метали.

## Коване
Коването е основното техническо действие на ковача.
Ръчното свободно коване включва следните действия: сплескване, изтегляне, пробиване на отвори, закаляване, насичане на орнаменти върху метала, набиване на релефни форми, ковашко заваряване.

### Инструменти
- чукове.
  - вария с маса от 2 до 16 kg
  - ковашки чукове – с маса от 0,5 до 2 kg
- пещ
- наковалня. Биват безроги, еднороги, двуроги.
- клещи
- мех

### Изделия
Ковачите изработват огромно количество необходими за съществуването на човека предмети:
- инструменти и сечива
- оръжия и ризници
- строителни елементи
- украшения
- транспортни средства